# Totoró (Colômbia)
Totoró é um município da Colômbia, localizado no departamento de Cauca.